# Brycinus

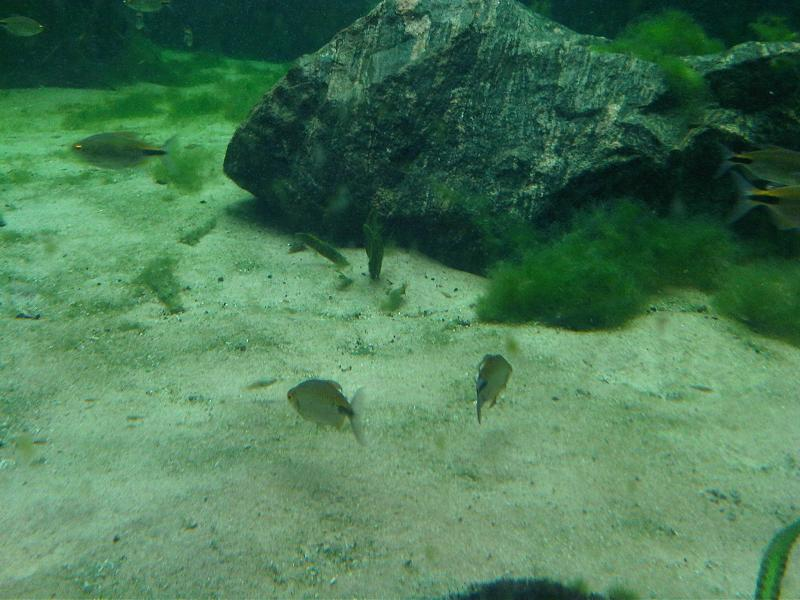
Közönséges molnárlazacok a Királyi Botanikus Kertekben

A Brycinus a csontos halak (Osteichthyes) főosztályának a sugarasúszójú halak (Actinopterygii) osztályába, ezen belül a pontylazacalakúak (Characiformes) rendjébe és az Alestidae családjába tartozó nem.

## Rendszertani besorolásuk
A Brycinus-fajokat, mint a többi afrikai pontylazacalakút, a pontylazacfélék (Characidae) családjába sorolták, de a későbbi tanulmányozások után, a biológusok rájöttek, hogy a Brycinus-fajok és rokonaik, egészen távoli rokonságban állnak a pontylazacfélékkel.

## Akváriumokban való tartásuk
E halfajok, mint általában a többi Alestidae-faj, ragadozó életmódot folytatnak. Az akváriumokban való tartásuk hasonló a dél-amerikai pontylazacalakúak tartásához. El kell kerülni, hogy gyengébb felépítésű akváriumi halakat tegyünk melléjük, viszont egészen jól kijönnek a kisebb méretű bölcsőszájúhal-félékkel és az egyéb kisebb tömzsi alkatú halakkal.

## Rendszerezésük
A nembe az alábbi 28 faj tartozik. A fajok többségét, már a 20. század elején is ismerték. 2009-től nem fedeztek fel új Brycinus-fajt.
- Brycinus abeli (Fowler, 1936)
- Brycinus affinis (Günther, 1894)
- Brycinus bimaculatus (Boulenger, 1899)
- Brycinus brevis (Boulenger, 1903)
- Brycinus carmesinus (Nichols & Griscom, 1917)
- Brycinus carolinae (Paugy & Lévêque, 1981)
- Brycinus derhami Géry & Mahnert, 1977
- Brycinus ferox
- Brycinus fwaensis Géry, 1995
- Brycinus grandisquamis (Boulenger, 1899)
- Brycinus imberi (Peters, 1852)
- Brycinus intermedius (Boulenger, 1903)
- Brycinus jacksonii (Boulenger, 1912)
- Brycinus kingsleyae (Günther, 1896)
- Brycinus lateralis (Boulenger, 1900)
- Brycinus leuciscus (Günther, 1867)
- közönséges molnárlazac (Brycinus longipinnis) (Günther, 1864)
- Brycinus luteus (Roman, 1966)
- Brycinus macrolepidotus Valenciennes, 1850
- Brycinus minutus (Hopson & Hopson, 1982)
- Brycinus nigricauda (Thys van den Audenaerde, 1974)
- Brycinus nurse (Rüppell, 1832)
- Brycinus opisthotaenia (Boulenger, 1903)
- Brycinus poptae (Pellegrin, 1906)
- Brycinus rhodopleura(Boulenger, 1906)
- Brycinus sadleri (Boulenger, 1906)
- Brycinus taeniurus (Günther, 1867)
- Brycinus tholloni (Pellegrin, 1901)

### Fordítás
Ez a szócikk részben vagy egészben  a   Brycinus című angol Wikipédia-szócikk fordításán alapul.  Az eredeti cikk szerkesztőit annak laptörténete sorolja fel. Ez a jelzés csupán a megfogalmazás eredetét és a szerzői jogokat jelzi, nem szolgál a cikkben szereplő információk forrásmegjelöléseként.